# Wrangell–St. Elias National Park and Preserve
Wrangell-St. Elias is een nationaal park in het zuiden van Alaska in de Verenigde Staten. Het is met een oppervlakte van 53.321 km² het grootste nationale park van de Verenigde Staten. In het park ligt Mount Saint Elias, de op een na hoogste berg van de Verenigde Staten. Wrangell-St. Elias grenst aan Nationaal park Kluane in Canada.
Nationaal Park Wrangell-St. Elias is samen met Kluane, Glacier Bay en Tatshenshini-Alsek opgenomen op de Werelderfgoedlijst van UNESCO.